# 瑪麗亞·貝倫·培瑞茲·莫里斯
瑪麗亞·貝倫·培瑞茲·莫里斯（María Belén Pérez Maurice，1985年7月12日—）是一名阿根廷劍擊運動員，曾代表國家參加2012年倫敦奧運的女子個人佩劍比賽，並未獲得獎牌。她也参加了2015年和2019年泛美运动会。